# Nico Paz
Nicolás „Nico“ Paz Martínez (* 8. September 2004 in Santa Cruz de Tenerife) ist ein argentinisch-spanischer Fußballspieler, der bei Como 1907 unter Vertrag steht. Er wird meistens im zentralen oder offensiven Mittelfeld eingesetzt.

## Karriere

### Verein
Nico Paz, ein Sohn des ehemaligen argentinischen Nationalspielers Pablo Paz und einer Spanierin, begann seine Laufbahn mit sechs Jahren bei Atlético San Juan in seiner Geburtsstadt Santa Cruz de Tenerife. 2014 wechselte er in die Jugend des größten Vereins der Stadt, CD Teneriffa, wo er zwei Saisons verbringen sollte, ehe er im Sommer 2016, im Alter von elf Jahren, in den Nachwuchs von Real Madrid wechselte. Im Klub aus der spanischen Hauptstadt begann er zunächst in der U13 (Infantil B) und durchlief in der Folge diverse Altersstufen, bis er 2021 schließlich in die A-Jugend gelangte. Mit dem von Álvaro Arbeloa trainierten Team gewann er 2022/23 unter anderem die spanische U19-Meisterschaft. Am 8. Januar 2022 debütierte Nico Paz in einem Ligaspiel gegen den FC Andorra für Real Madrid Castilla.
Am 3. Januar 2023 berief Trainer Carlo Ancelotti Nico Paz für eine Pokalbegegnung gegen CP Cacereño erstmals in den Kader der ersten Mannschaft, letztlich kam er jedoch nicht zum Einsatz. Sein Debüt in der A-Mannschaft feierte er schließlich am 8. November 2023 in der Gruppenphase der Champions League gegen Sporting Braga, als er in der 77. Minute für Federico Valverde eingewechselt wurde.
Im August 2024 wechselte er zu Como 1907 und unterschrieb dort einen Vertrag bis 2028.

### Nationalmannschaft
Nico Paz besitzt aufgrund seiner Herkunft sowohl die spanische als auch die argentinische Staatsangehörigkeit. Während er von Seiten des spanischen Verbandes nach Aussagen seines Vaters Pablo Paz nie kontaktiert wurde, berief ihn Trainer Javier Mascherano für das Turnier von Toulon erstmals in die U20 Argentiniens ein, mit der er am 29. Mai 2022 in einem Spiel gegen Saudi-arabien in der Albiceleste debütierte. Mit der U20 bestritt er im Januar 2023 auch die Südamerikameisterschaft, er selbst kam in allen vier Spielen zum Einsatz, schied jedoch mit seiner Mannschaft in der Gruppenphase aus.

## Erfolge
International
- Champions-League-Sieger: 2024

Spanien
- Meister: 2024
- Supercupsieger: 2024
- A-Junioren-Meister: 2023
- A-Junioren-Pokalsieger: 2022, 2023

Auszeichnungen
- U23-Spieler der Saison der Serie A: 2024/25